# 馬氏半鱨
馬氏半鱨，為輻鰭魚綱鯰形目鱨科的其中一種，為溫帶淡水魚類，分布於亞洲印度南部克里希納河中游流域，體長可達165公分，棲息在底層水域，生活習性不明。

## 扩展阅读
維基物種上的相關：馬氏半鱨